# João Casimiro, Duque de Saxe-Coburgo
João Casimiro (em alemão: Johann Kasimir) de Saxe-Coburgo (Gota, 12 de Junho de 1564 – Coburgo, 16 de Julho de 1633) foi um duque de Saxe-Coburgo. Era descendente do ramo Ernestino da Casa de Wettin. Durante o seu reinado, a cidade de Coburgo prosperou com a construção de muitos edifícios renascentistas que ainda existem nos dias de hoje.

## Juventude

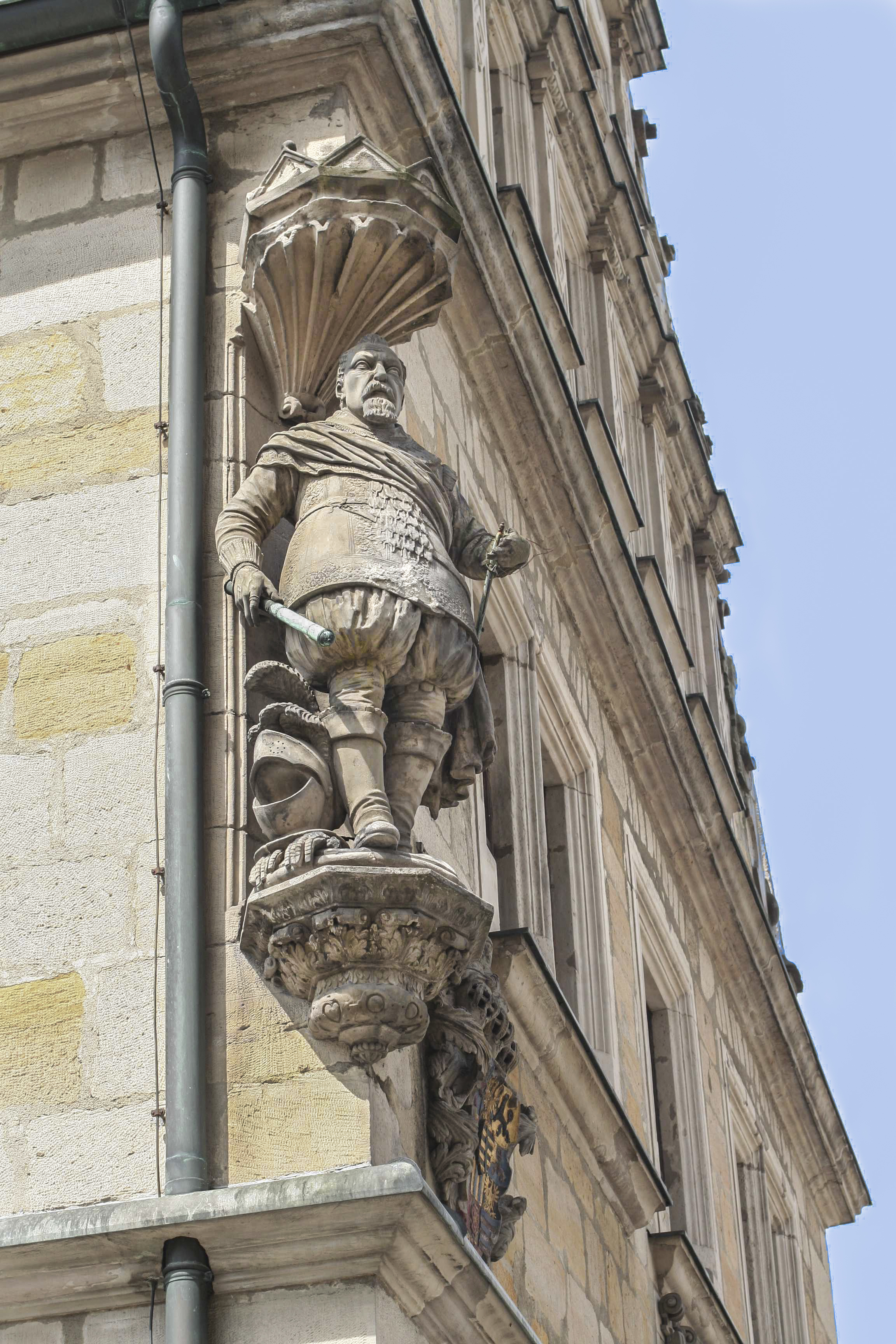
Estátua de João Casimiro no Casimirianum

João Casimiro nasceu no Castelo de Grimmenstein, em Gota a 12 de Junho de 1564, sendo o filho do meio de João Frederico II, Duque da Saxónia e da sua esposa, a condessa EIsabel do Palatinado-Simmern. Devido às sanções impostas pelo Sacro Império (Reichsexekution) a Gota, o seu pai perdeu as suas terras e a sua liberdade a 15 de Abril de 1567. A partir daí, João Casimiro passou a viver com a mãe e os seus irmão Frederico Henrique (que morreu em 1572 aos onze anos de idade) e João Ernesto em Eisenach, depois mudaram-se para a corte do seu tio e guardião João Guilherme em Weimar, e finalmente em Eisenberg, Turíngia. Em 1570, a Dieta de Speyer devolveu aos dois irmãos os direitos e privilégios que tinham sido retirados ao pai. Dois anos depois, no verão de 1572, a mãe deles mudou-se para a Áustria para se juntar ao marido na sua prisão domiciliária. Alguns meses depois, a 6 de Novembro de 1572, graças à Divisão de Erfurt, os dois irmãos receberam o principado de Saxe-Coburg-Eisenach. O principado consistia das zonas sul e oeste da Turíngia, incluindo as cidades de Eisenach, Gota e Hildburghausen. Outros dos responsáveis pelos dois irmãos eram João Jorge, Eleitor de Brandemburgo (a partir de 1578 foi sucedido pelo seu sobrinho, o marquês Jorge Frederico de Brandemburgo-Anspach) o seu avô materno, Frederico III, Eleitor Palatino, e também o grande inimigo do seu pai, Augusto, Eleitor da Saxónia, que supervisionou a educação de João Casimiro, além de assumir a regência do novo principado de Coburgo. João Casimiro e o irmão mudaram-se para Coburgo a 5 de Dezembro de 1572. Os seus guardiães acrescentaram o nome de João Casimiro à lista de autores da Fórmula de Concórdia (Konkordienformel) de 1577 e ao Livro de Concórdia (Konkordienbuch) de 1580, os dois textos de ordem da religião Luterana.
Entre 1578 e 1581 João Casimiro estudou na Universidade de Leipzig.  A 6 de Maio de 1584 ficou noivo da princesa Ana da Saxónia, filha de Augusto, Eleitor da Saxónia, sem o consentimento do pai e os dois casaram-se a 16 de Janeiro de 1586 em Dresden. Só depois da morte do príncipe-eleitor Augusto, a 11 de Fevereiro de 1586, é que João Casimiro, na altura com vinte-e-dois anos de idade, e o seu irmão puderam assumir o governo do principado.

## Reinado

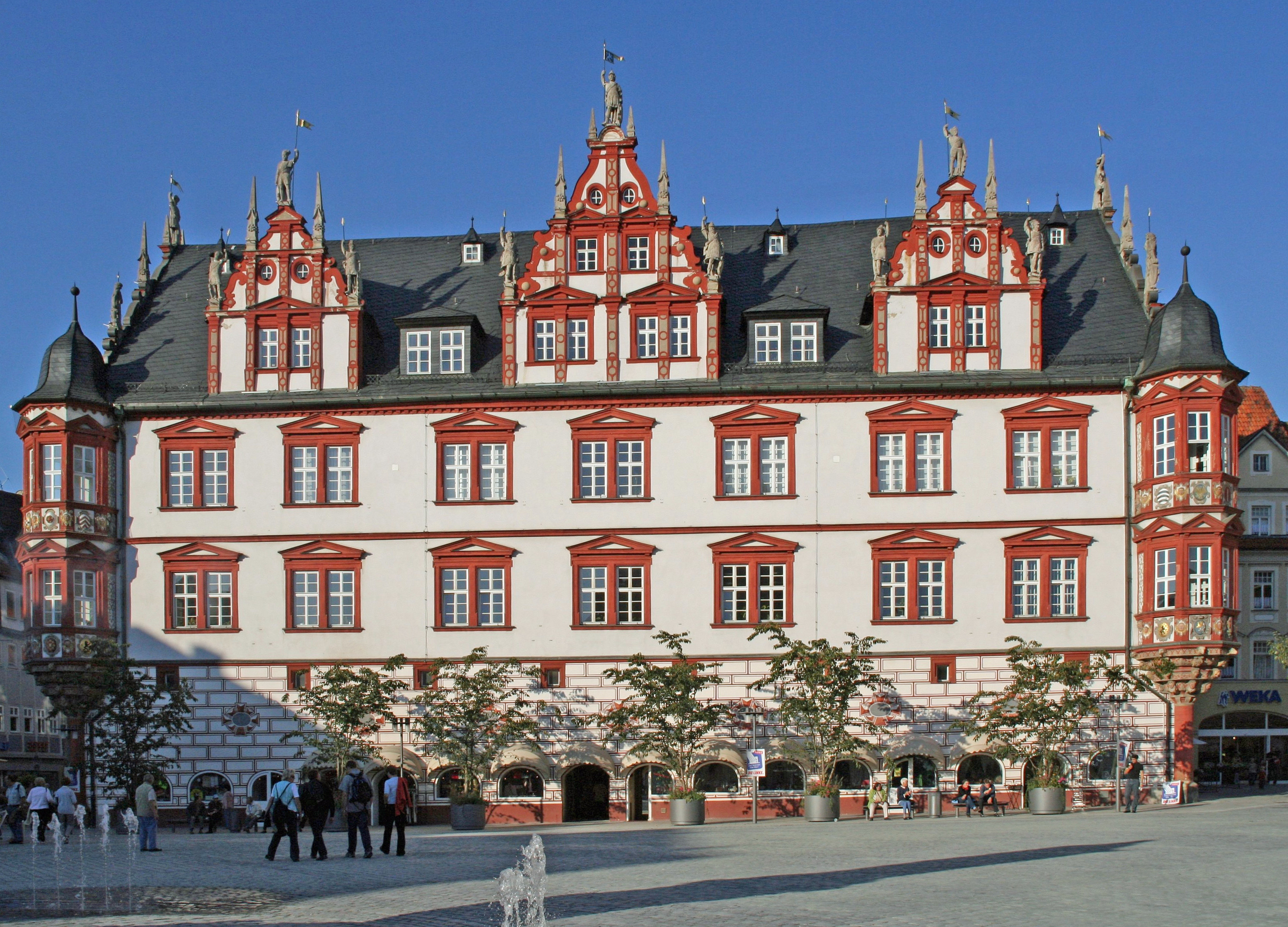
Edifícios governamentais, a actual Stadthaus (casa da cidade), na Marktplatz (Praça do Mercado)

Em 1596, dividiram o seu principado ao meio João Ernesto recebeu o ducado de Saxe-Eisenach e Casimiro continuou a governar sozinho em Coburgo. Os seus domínios incluíam os distritos de Coburgo com as subdivisões de Lauter, Rodach e Gestungshausen bei Sonnefeld, Heldburg com a subdivisão de Hildburghausen, Römhild, Eisfeld, Schalkau, Sonneberg, Neustadt, Neuhaus, Mönchröden e Sonnefeld.
Durante o reinado de João Casimiro, a cidade onde vivia, Coburgo, viveu o seu primeiro pico cultural com um aumento da construção de edifícios. O Schloss Ehrenburg foi reconstruído em estilo renascentista como Stadtschloss (castelo da cidade). O antigo Schloss Callenberg, foi alargado para se tornar numa residência de caça; a sua capela foi consagrada em 1618 e tornou-se no primeiro santuário das terras de Saxe-Coburgo. O Veste Coburg foi transformado num forte ducal e a sala de armas, assim como os edifícios governamentais (Stadthaus) foram reconstruídos na Marktplatz (Praça do Mercado). O coro da Morizkirche foi melhorado em 1598 em honra dos seus pais com um gigantesco epíteto – uma escultura com 12 metros de altura com uma série de imagens esculpidas sumptuosamente, também fundou o Gymnasium Casimirianum, aumentou a biblioteca do castelo para incluir as colecções de livros que tinha herdado e, em 1603, contratou o compositor Melchior Franck para Hofkapellmeister (mestre de música da corte). Durante algum tempo, a corte incluiu 213 pessoas e 130 cavalos.
A nível político, João Casimiro conseguiu convencer o Reichsritterschaft (comunidade de cavaleiros imperiais) a submeter-se ao seu soberano, garantindo-lhes jurisdição nas suas propriedades de campo. Emitiu a ordem para estabelecer a Igreja Estatal Luterana, sendo o duque o seu summus episcopus (em latim, “sumo sacerdote”), uma táctica que foi mais tarde adoptada por muitos estados da Turíngia.  Na categoria de autoridade suprema na justiça e religião do principado, mandou construir em 1589 um Hofgericht (tribunal especial para nobres), um Appellationsrat (tribunal de apelação), um Schöppenstuhl (tribunal de justiça) e, em 1593, acrescentou um consistório à Igreja Luterana, que também abrangia Saxe-Weimar, mas permaneceu em Jena.
Acima de tudo, tendo Coburgo como sede do seu governo, um aparelho administrativo que sobreviveu à sua morte e a muitas agitações políticas. O duque Casimiro conseguiu manter a neutralidade durante a Guerra dos Trinta Anos até 1631. Depois de ser ter juntado ao lado protestante, ao comando da Suécia, as tropas imperiais e da Baviera sob o comando de Wallenstein ocuparam Coburgo e levaram a cabo o cerco falhado a Veste em 1632.:105
Durante o seu reinado, a perseguição às bruxas atingiu o seu ponto mais crítico. Em 1593, o duque João Casimiro divorciou-se da sua primeira esposa, acusando-a de adultério, e prendeu-a no Veste até à sua morte. Em 1599, casou-se com a princesa Margarida, filha de Guilherme, Duque de Brunswick-Lüneburg. João morreu em Coburgo a 16 de Julho de 1633.  Uma vez que não deixou descendentes, a sua herança foi para o seu irmão mais novo, João Ernesto, Duque de Saxe-Eisenach.
Encontra-se enterrado na Morizkirche em Coburgo. O seu caixão encontra-se na cripta abaixo da igreja.:48

## Genealogia
| João Casimiro, Duque de Saxe-Coburgo | Pai: João Frederico II, Duque da Saxónia | Avô paterno: João Frederico I, Eleitor da Saxônia | Bisavô paterno: João, Eleitor da Saxónia                   |
| João Casimiro, Duque de Saxe-Coburgo | Pai: João Frederico II, Duque da Saxónia | Avô paterno: João Frederico I, Eleitor da Saxônia | Bisavó paterna: Sofia de Mecklemburgo (1481–1503)          |
| João Casimiro, Duque de Saxe-Coburgo | Pai: João Frederico II, Duque da Saxónia | Avó paterna: Sibila de Cleves                     | Bisavô paterno: João III, Duque de Cleves                  |
| João Casimiro, Duque de Saxe-Coburgo | Pai: João Frederico II, Duque da Saxónia | Avó paterna: Sibila de Cleves                     | Bisavó paterna: Maria de Jülich-Berg                       |
| João Casimiro, Duque de Saxe-Coburgo | Mãe: Isabel do Palatinado-Simmern        | Avô materno: Frederico III, Eleitor Palatino      | Bisavô materno: João II, Conde Palatino de Simmern         |
| João Casimiro, Duque de Saxe-Coburgo | Mãe: Isabel do Palatinado-Simmern        | Avô materno: Frederico III, Eleitor Palatino      | Bisavó materna: Beatriz de Baden                           |
| João Casimiro, Duque de Saxe-Coburgo | Mãe: Isabel do Palatinado-Simmern        | Avó materna: Maria de Brandemburgo-Kulmbach       | Bisavô materno: Casimiro, Marquês de Brandemburgo-Bayreuth |
| João Casimiro, Duque de Saxe-Coburgo | Mãe: Isabel do Palatinado-Simmern        | Avó materna: Maria de Brandemburgo-Kulmbach       | Bisavó materna: Susana da Baviera                          |

## Literatura
- (de) Thomas Nicklas: Das Haus Sachsen-Coburg – Europas späte Dynastie (The House of Saxe-Coburg – Europe’s Last Dynasty). Stuttgart, Verlag W. Kohlhammer, 2003, ISBN 3-17-017243-3.
- (de) Gerhard Heyl:  Johann Casimir In:  Neue Deutsche Biographie (NDB), Band 10 (New German Biography [NDB], Volume 10).  Berlin, Duncker & Humblot, 1974, p. 531 ff.
- (de) August Beck: Johann Casimir (Herzog von Sachsen-Coburg). In: Allgemeine Deutsche Biographie (ADB), Band 14 (General German Biography [ADB], Volume 14).  Leipzig, Duncker & Humblot, 1881, pp. 369–372.
- (de) Herzog Johann Casimir von Sachsen-Coburg 1564 - 1633; Ausstellung zur 400. Wiederkehr seines Geburtstages (Duke John Casimir of Saxe-Coburg 1564 - 1633; Exhibition of the 400th Anniversary of His Birth); October–November 1964 (exhibition catalog), edited by the Art Collections of the Veste Coburg.
- Hans-Joachim Böttcher: WENIG UND BÖS WAR DIE ZEIT MEINES LEBENS - Anna von Sachsen (1567-1613), Dresden 2016, ISBN 978-3-941 757-70-7.